# Pteroglossus castanotis
Pteroglossus castanotis este o specie de pasăre din familia Ramphastidae. Se găsește în Argentina, Bolivia, Brazilia, Columbia, Ecuador, Paraguay și Peru.

## Taxonomie și sistematică
Sunt recunoscute două subspecii de Pteroglossus castanotis:
- Pteroglossus castanotis castanotis (Gould, 1834)
- Pteroglossus castanotis australis (Cassin, 1867)

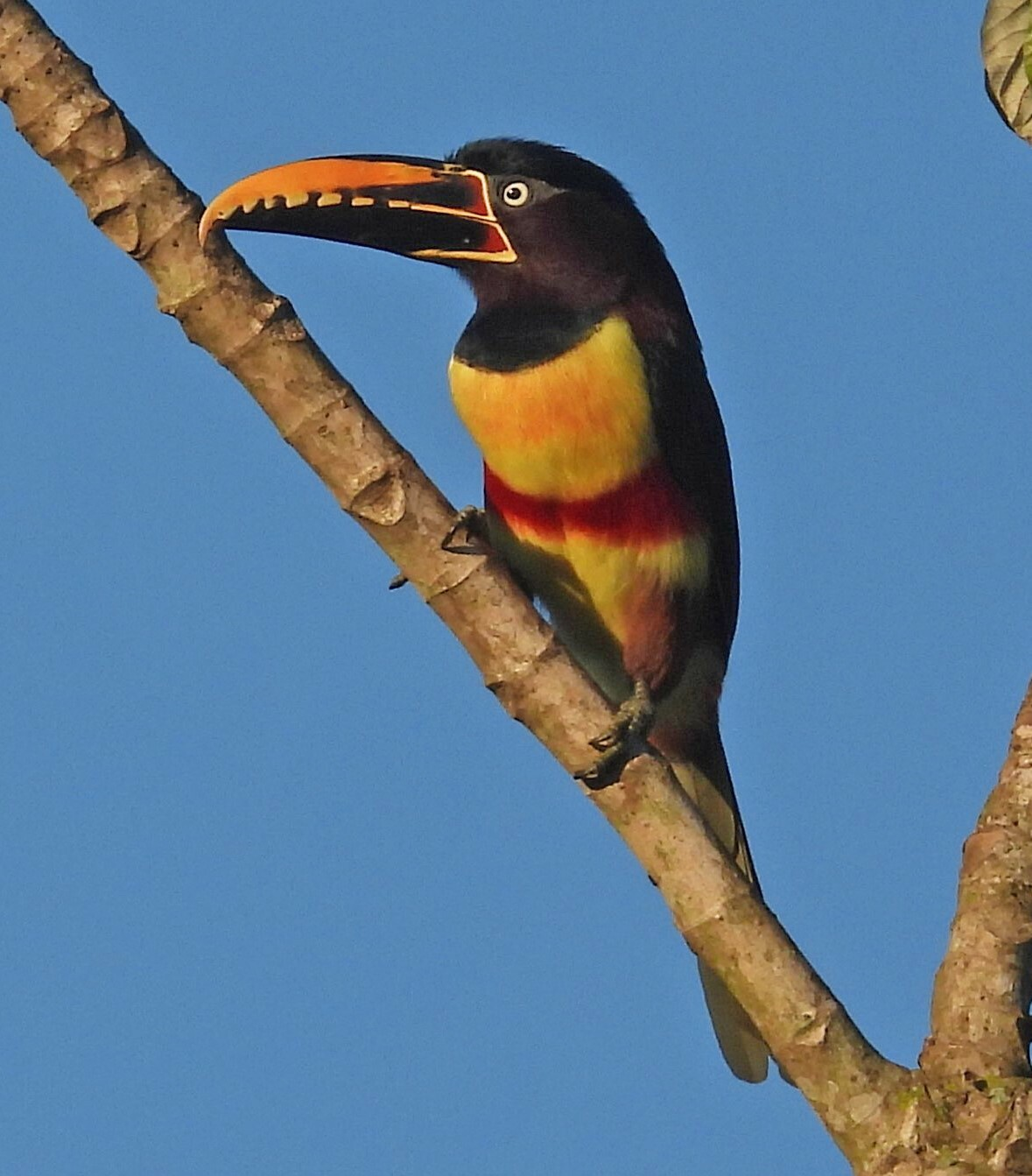
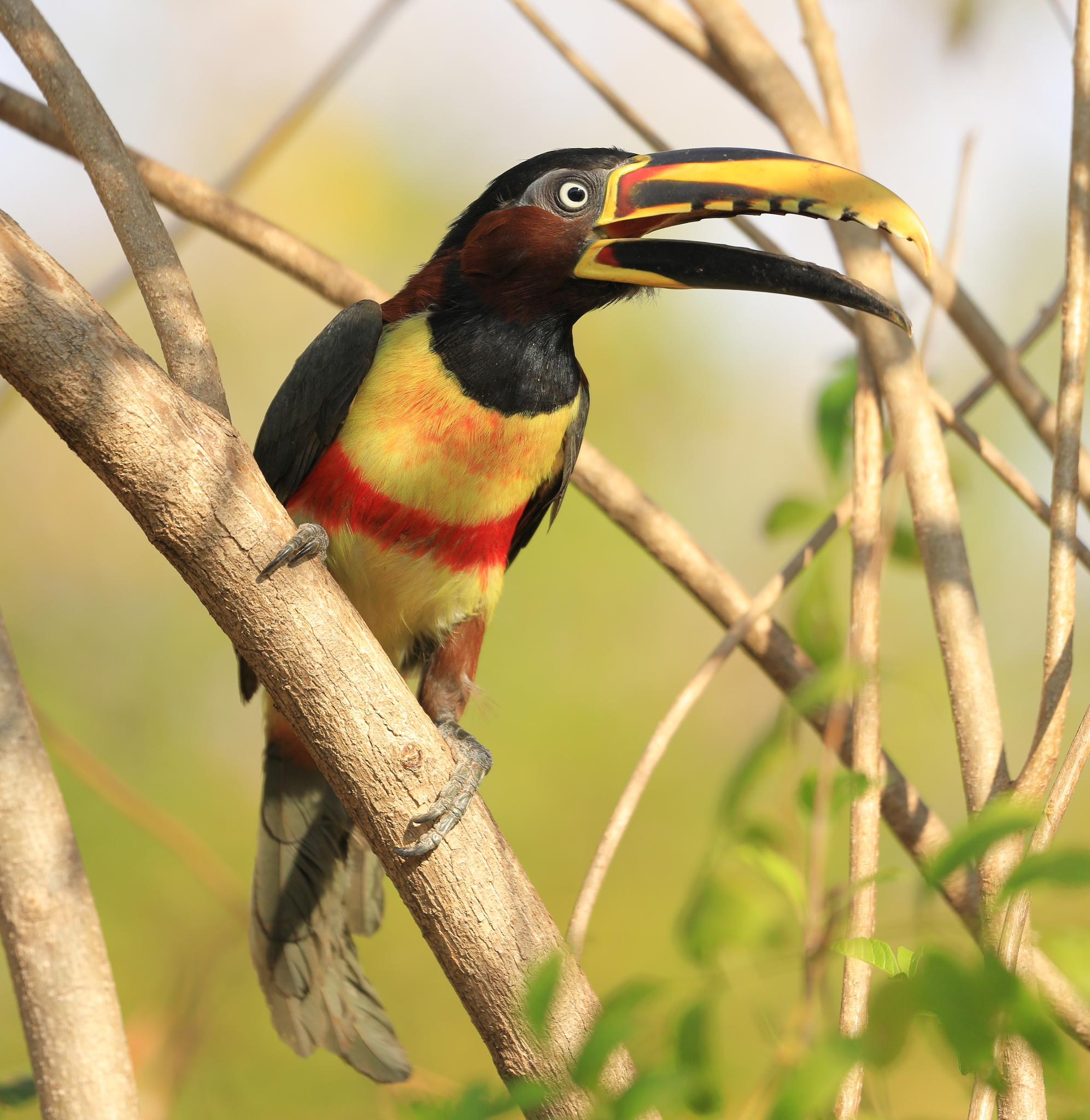
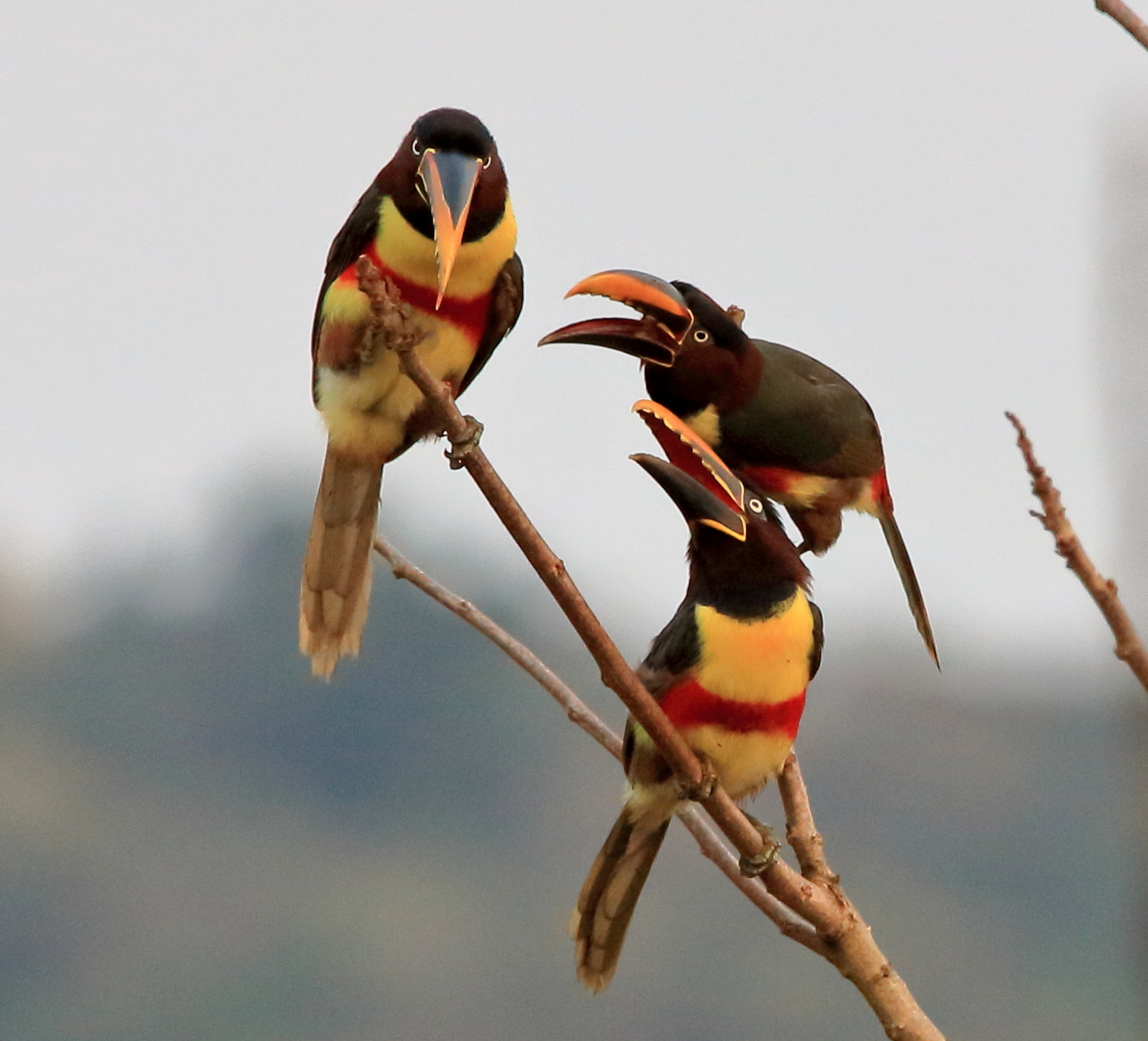